# キンダーサプライズ

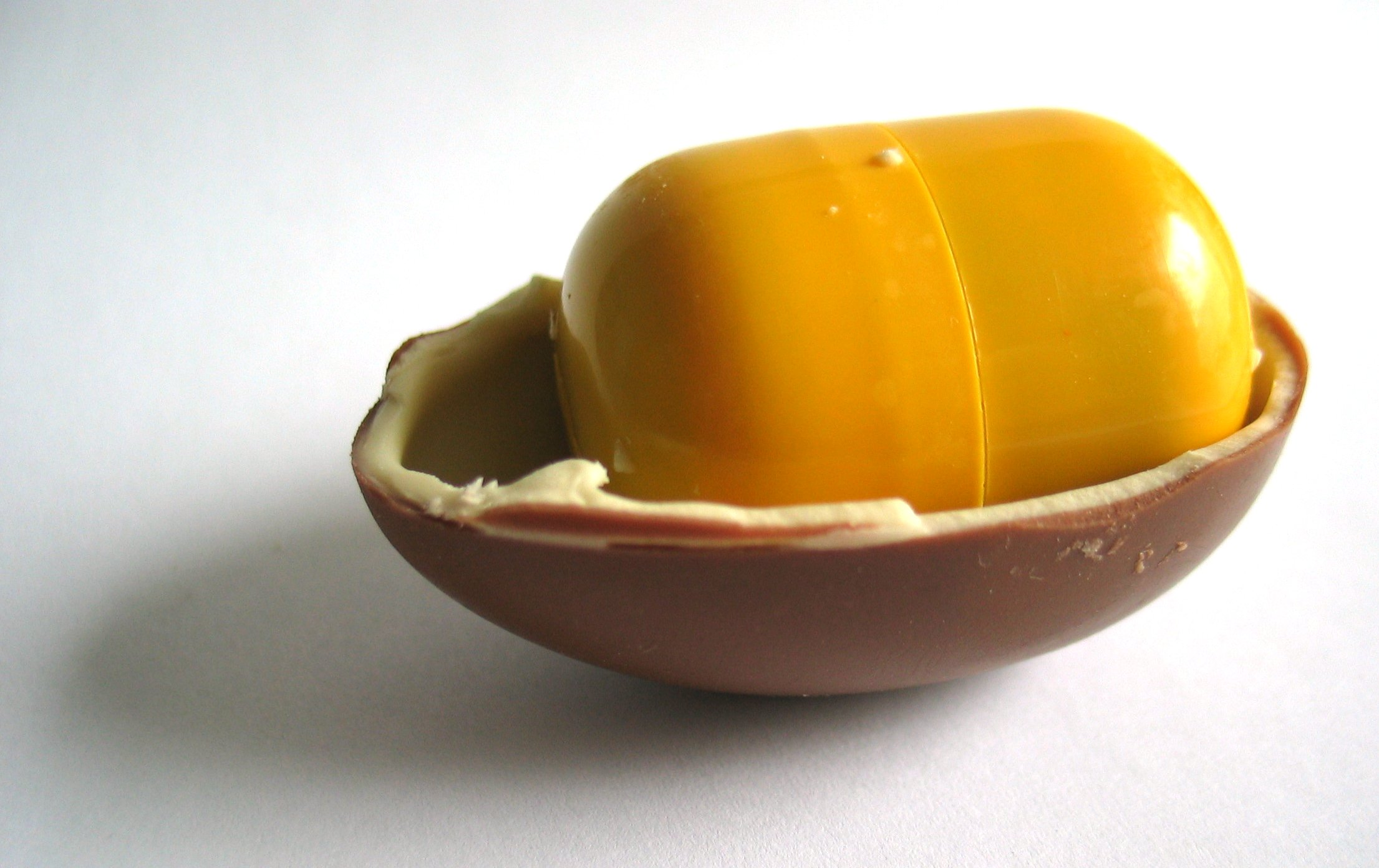
玩具入りカプセルを露出させた画像

キンダーサプライズ（Kinder Surprise) は、イタリアのフェレロ社が製造・販売している玩具付き菓子（食玩）の商品名。

## 概要
卵形のチョコレートの内部に、カプセル入りの玩具が入っているのが特徴。同社の「キンダー・チョコレート」 (Kinder Chocolate) ブランドの展開のひとつである。1974年に初めて発売され、業界に一分野を生み出し、世界各国で販売されている。
この商品は、チョコレートが溶けやすくなる夏に発売を終了し、秋に商品を一新して発売が開始される。玩具の設計は専属や自由契約のデザイナーによってなされている。成型や作動の精巧さ、物語性の存在等、キンダーサプライズは他の玩具にも劣らない質を持つ。また組み立て式のものも多く、図を見ながら組み立てることには遊びや知育の要素がある。内容は時節ごと、年ごとに変わることから、コレクションアイテムとして集める成人も多く、現在は発売当初の目標だった子供市場に加え、成人のコレクター市場での需要も獲得している。コレクションは特にドイツで盛んであると言われている。

## 世界のキンダーサプライズ

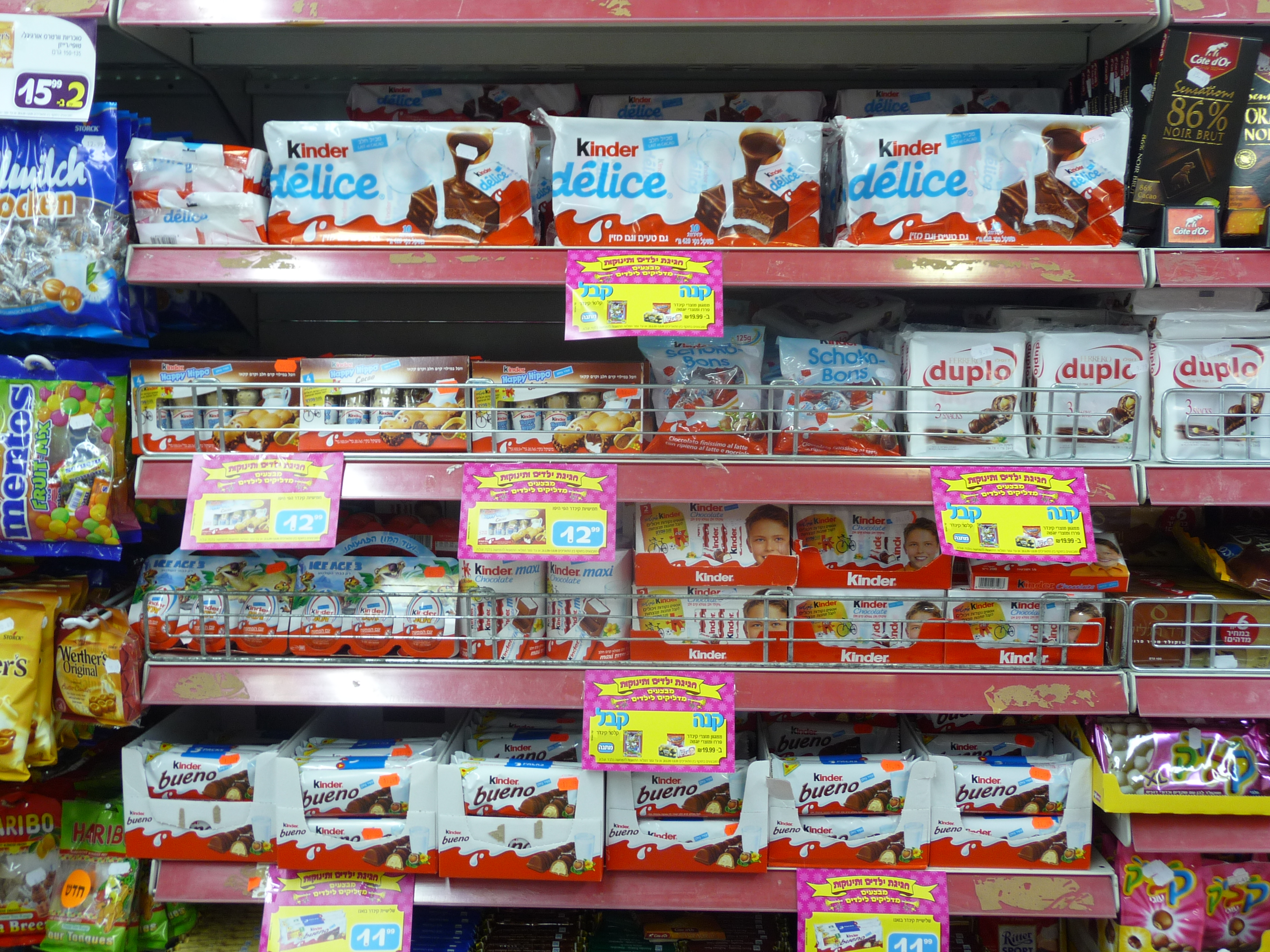
イスラエルのスーパーマーケットで販売されている「キンダー」ブランドのチョコレート菓子。写真の下から2段目の棚の左側に、キンダーサプライズ（イスラエルでは Kinder Joy という商品名）の3個パックがある。

キンダーサプライズは、世界30箇国以上で販売されている。商品名は、本国であるイタリアでは Kinder Sorpresa である。キンダーサプライズ (Kinder Surprise) という名称は、英語圏その他で使用されているが、ドイツでは Kinder Überraschung であるなど、販売国（販売代理店）ごとによってさまざまな名称が用いられている。また、中の玩具の意匠も国ごとに異なる場合がある。

### 日本
日本では1970年代に『チョコたまご』の名でロッテから発売され、一度日本での販売は終了した。
1997年に販売担当をカンロに変えて『キンダーサプライズ』の名で発売された。2002年、日本フェレロ社は江崎グリコと販売代理店を結び、この年9月からの『キンダーサプライズ』の販売にはグリコがあたった。その後販売を終了した。ウェブサイト上で確認できる最後の報道発表は2003年1月のものである。2024年4月現在、日本での販売事業は行われていない。尚、一部店舗にて「キンダージョイ」が販売されていたが輸入代理店倒産の為、現在国内での販売は終了している。

## 類似商品
キンダーサプライズは、世界の食玩業界に一つの新しい分野を生み出した画期的商品で、
- オーストラリア・キャドバリーのヤウイ
- オーストラリア・キャドバリーのバービーサプライズエッグ
- スイス・Nestleのマジックボール
- 日本・フルタ製菓のチョコエッグ
- 日本・バンダイのワンダーカプセル及びチョコサプ
- 日本・タカラのチョコQ
- 日本・トミーのチョコパーティ及びチョコベーダー
- 日本・トミーのハニータイム くまのプーさん ちょこチョコたまご（カプセル入り卵形チョコレートを自分で作れる玩具）

等の類似商品が多数発生した。

## 販売・持ち込み規制
アメリカでは食品医薬品局（FDA）が幼児の誤飲を防ぐために、食品内に玩具を入れることを禁止している。類似の商品の場合も、中にはキャンディー等の食品が入っている。実際にはヨーロッパ方面から輸入されたキンダーサプライズが販売されている場合があるが、違法である。国境でも、キンダーサプライズの持込がチェックされており発見された場合には没収される。税関によると、2009年に押収されたキンダー・サプライズは2万5000個。
米国での規制強化の動きと前後し、日本国内においても競合製品であるチョコエッグ（フルタ製菓）の販売対象年齢を15歳以上に引き上げるなど、業界内では自主規制の強化が進行しつつある。

## 風習
キリスト教国家であるイタリアでは、キリスト教の行事である復活祭が深く浸透している。この復活祭の最中にはイースターエッグという、彩色を施した卵や卵形のチョコレートをやり取りする風習があり、キンダーサプライズはその風習を商品化したものである。
またヨーロッパには、パイ等の中に人形やコイン等を入れ、その意外性をくじ引き的な遊びとして楽しむ風習があり、食品内部に非食品の「サプライズ」を仕込む発想は新しいものではない。例えばフランスではガレット・デ・ロワというパイ菓子にフェーヴ（fève：本来の意味はソラマメ）と呼ばれる、陶器製の小さな人形や動物その他を入れ、切り分けた時にそれが当たった人には何らかの幸運があるといった類の遊びがある。現在ではそのフェーヴもまたコレクションアイテムとして販売されている。